# Leucocarbo stewarti
Leucocarbo stewarti je druh kormorána, který je endemický Stewartovu ostrovu a Foveauxově průlivu.

## Systematika
Druh popsal v roce 1898 skotský ornitolog William Robert Ogilvie-Grant. Jedná se o monotypický taxon, tzn. netvoří žádné poddruhy. Leucocarbo stewarti původně zahrnoval i populaci z Otaga (jihovýchodní cíp Jižního ostrova), avšak po analýzách DNA bylo zjištěno, že se jedná o samostatný druh, který je dnes znám jako kormorán Stewartův.

## Rozšíření a populace
Tento novozélandský endemit se vyskytuje pouze kolem Stewartova ostrova a Foveauxova průlivu. Celková populace druhu se odhaduje na několik tisíc jedinců.

## Popis
Leucocarbo stewarti je statný mořský druh kormorána dosahující výšky kolem 60 cm a váhy kolem 2 kg. Vyskytuje se ve dvou morfách, a sice strakaté a bronzové. Každá morfa utváří kolem poloviny populace. Strakatá morfa má černou hlavu, bílé hrdlo a břicho a bílé skvrny na černých křídlech, které při složení křídel vypadají spíše jako bílý příčný pruh. Zbytek opeření je černé, na zádech má peří modrolesklý nádech. Bronzová morfa je cele černá se zelenolesklými křídly a modrolesklým tělem. Nohy jsou růžové, duhovky hnědé, zobák světle hnědý, růžový nebo šedý. Kůže na tvářích obou morf hrají různými odstíny oranžové.

## Biologie
Nezřídka hřadují ve velkých hejnech na okrajích útesů či na lidských stavbách. K hnízdění dochází v koloniích různých velikostí umístěných na skalnatých útesech, kde jsou hnízda natěsnána těsně vedle sebe. Samice klade 1−3 vejce někdy od září do prosince. O vejce se starají oba partneři. K prvnímu zahnízdění dochází ve věku 3 let.